# Plexus hypogastricus superior

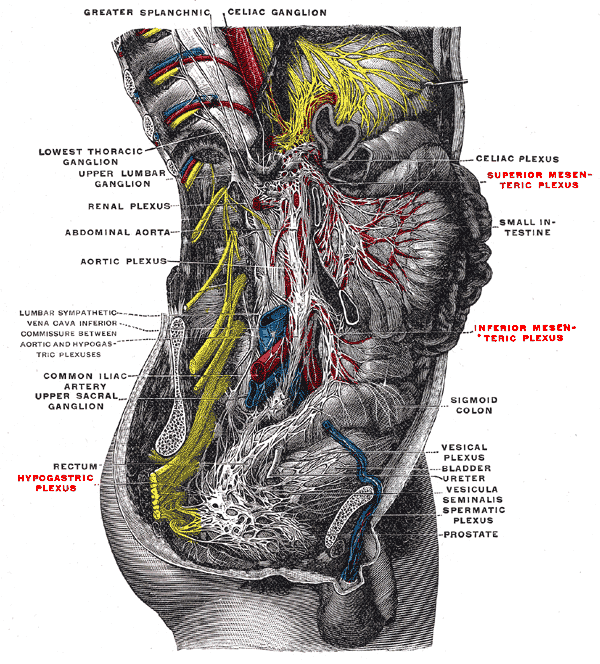
Nervengeflechte im Bauchraum des Menschen

Der Plexus hypogastricus superior ist ein Nervengeflecht (Plexus) aus Nervenfasern des Sympathikus. Er liegt unmittelbar vor der Wirbelsäule, am Übergang des fünften Lendenwirbels zum Kreuzbein, also am Eingang zum kleinen Becken. Seine Fasern versorgen zusammen mit weiteren sympathischen und auch parasympathischen Fasern des Plexus hypogastricus inferior die Organe des kleinen Beckens, vor allem also Harnblase, Geschlechtsorgane und Enddarm.